# La vendedora de fantasías
La vendedora de fantasías  es una película en blanco y negro de Argentina dirigida por Daniel Tinayre sobre su propio guion escrito en colaboración con Alejandro Verbitsky y Emilio Villalba Welsh sobre el argumento de estos dos últimos que se estrenó el 5 de mayo de 1950 y que tuvo como protagonistas a Mirtha Legrand, Alberto Closas, Alberto Bello, Homero Cárpena, Nathán Pinzón y Beba Bidart. Contó también con la colaboración de Dimas Garrido en ambientación y de Olga Enhart en la coreografía. Parte de los interiores fueron filmados en la tienda Harrod’s de Buenos Aires.

## Sinopsis
Una empleada de tienda, un detective, el robo de un collar y un asesinato.

## Reparto
Intervinieron en el filme los siguientes intérpretes:
- Mirtha Legrand …Martha
- Alberto Closas …Roberto / Aníbal Ferro, "Pulguita"
- Alberto Bello …Jaime
- Homero Cárpena … Lavanca / Policía
- Nathán Pinzón …El Cabezón
- Beba Bidart ... Olga Bernard
- Francisco Charmiello …Pancho
- Diana de Córdoba …Mujer en hotel
- Pilar Gómez … Catalina / Madre de Alberto
- Haydée Larroca …Cholita
- Miguel Ligero …Garófalo
- Ángel Laborde
- Alberto Quiles …Mucamo
- Liana Lombard
- Betty Norton
- Corita Acuña
- Ramón J. Garay …Conserje
- Salvador Sinaí
- Alberto Barcel …Jefe de policía
- Luis García Bosch …Borracho
- Manuel Alcón …Comprador de joyas
- Carlos Belluci …Sereno
- Fernando Campos
- Francisco Audenino
- Carmen Llambí …Telefonista
- Jesús Pampín …Director de orquesta

## Comentarios
El crítico King opinó que se trataba de “buen cine y otra oportunidad para reír” y Noticias Gráficas la consideró una “Farsa policial graciosa, ágil y muy bien filmada”.
Por su parte Manrupe y Portela escriben:

”Éxito en su momento, hoy puede verse como un ejercicio de arbitrariedades formales y conceptuales. Valorado por una parte de la crítica, conserva algún momento eficaz.”